# Pillager (Minnesota)
Pillager es una ciudad ubicada en el condado de Cass en el estado estadounidense de Minnesota. En el Censo de 2010 tenía una población de 469 habitantes y una densidad poblacional de 206,01 personas por km².

## Geografía
Pillager se encuentra ubicada en las coordenadas 46°19′24″N 94°28′34″O / 46.32333, -94.47611. Según la Oficina del Censo de los Estados Unidos, Pillager tiene una superficie total de 2.28 km², de la cual 2.21 km² corresponden a tierra firme y (3.07%) 0.07 km² es agua.

## Demografía
Según el censo de 2010, había 469 personas residiendo en Pillager. La densidad de población era de 206,01 hab./km². De los 469 habitantes, Pillager estaba compuesto por el 96.8% blancos, el 0.21% eran afroamericanos, el 1.28% eran amerindios, el 0% eran asiáticos, el 0.21% eran isleños del Pacífico, el 0.43% eran de otras razas y el 1.07% pertenecían a dos o más razas. Del total de la población el 1.28% eran hispanos o latinos de cualquier raza.